# بید مجنون
بید مجنون (نام علمی: Salix babylonica)، گونه‌ای برگریز از بید است که در اصل متعلق به نواحی خشک شمالی کشور چین است اما از طریق جادهٔ ابریشم به دیگر نقاط جهان راه یافته و کاشته شده است.

## ویژگی‌ها
درختی به ارتفاع تا ۱۵ متر با شاخه‌های واژگون. برگ‌های شاخه‌های پایین پهن‌تر و با دندانه‌های پراکنده است؛ برگهای بالایی باریک یا خطی-سرنیزه‌ای، به طرف انتها باریک‌شده و نوک‌دار، با دندانه‌های اره‌ای کوچک تنگ هم، بدون کرک یا با کرک‌های کم‌وبیش فشرده تنک، با سطح بالایی استومات‌دار یا با استومات‌های نسبتاً متراکم است. گل‌آذین آن دم‌گربه‌ای و تقریباً بدون پایک است.

## تاریخچه نام
تا قرن ششم، نام این درخت بید آویخته بوده و پس از اینکه نظامی گنجوی لیلی و مجنون را به تحریر در آورد؛ مجنون شد نماد کسی که از درون شکسته، خم شده ولی هنوز عاشق است.

## نگارخانه

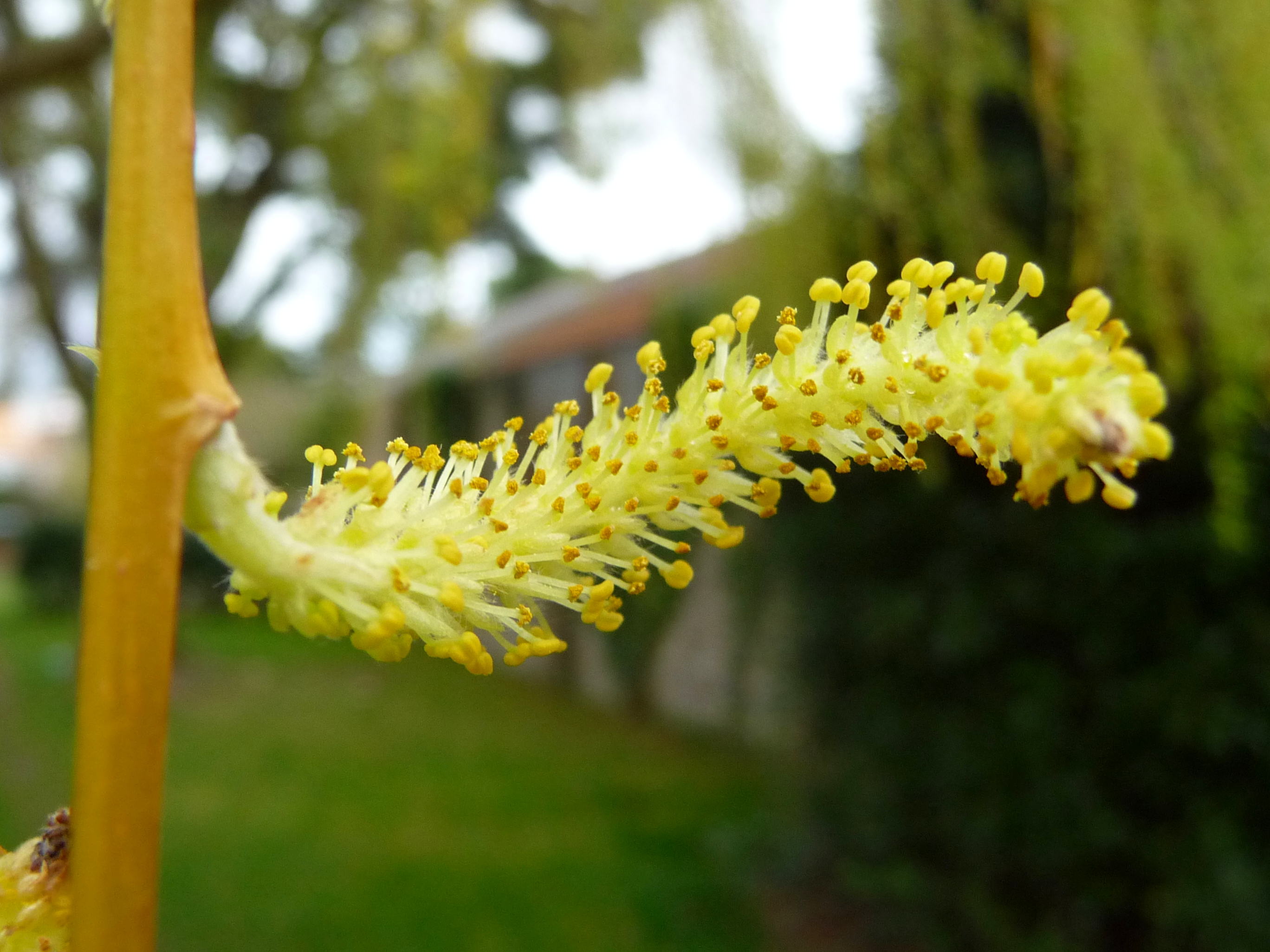
گل‌های نر بید مجنون
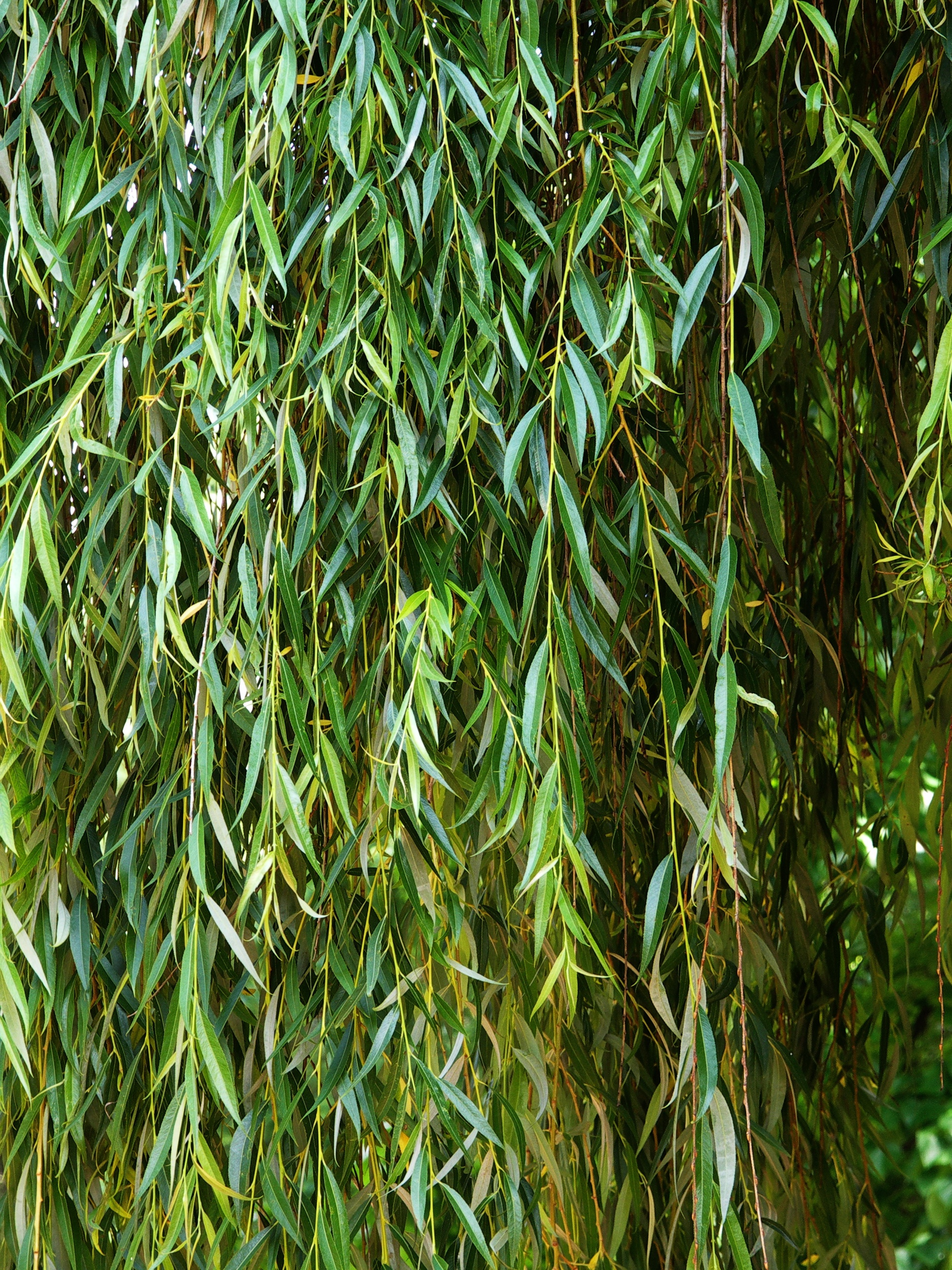
شاخه‌های واژگون بید مجنون
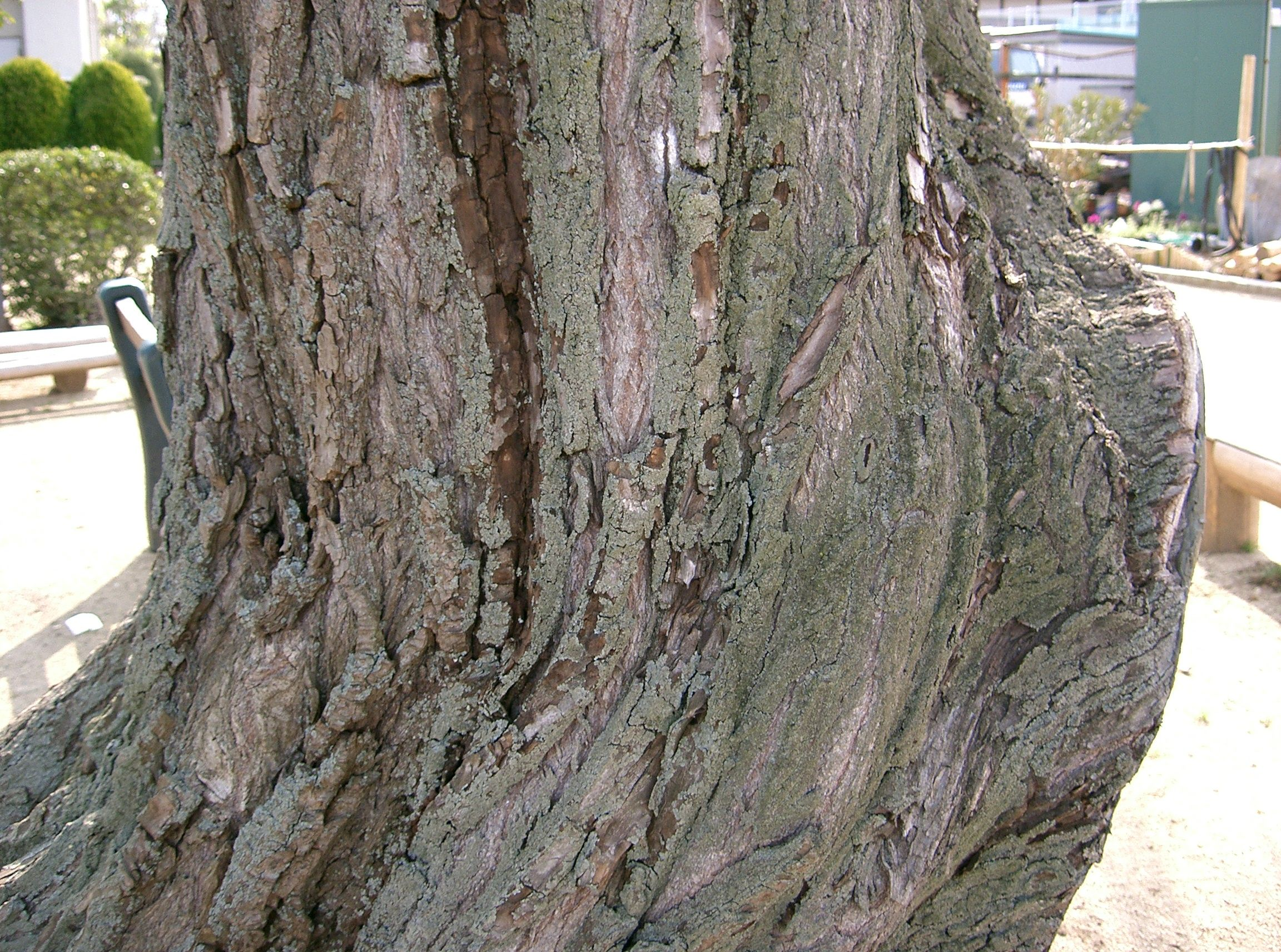
پوستهٔ تنهٔ بید مجنون
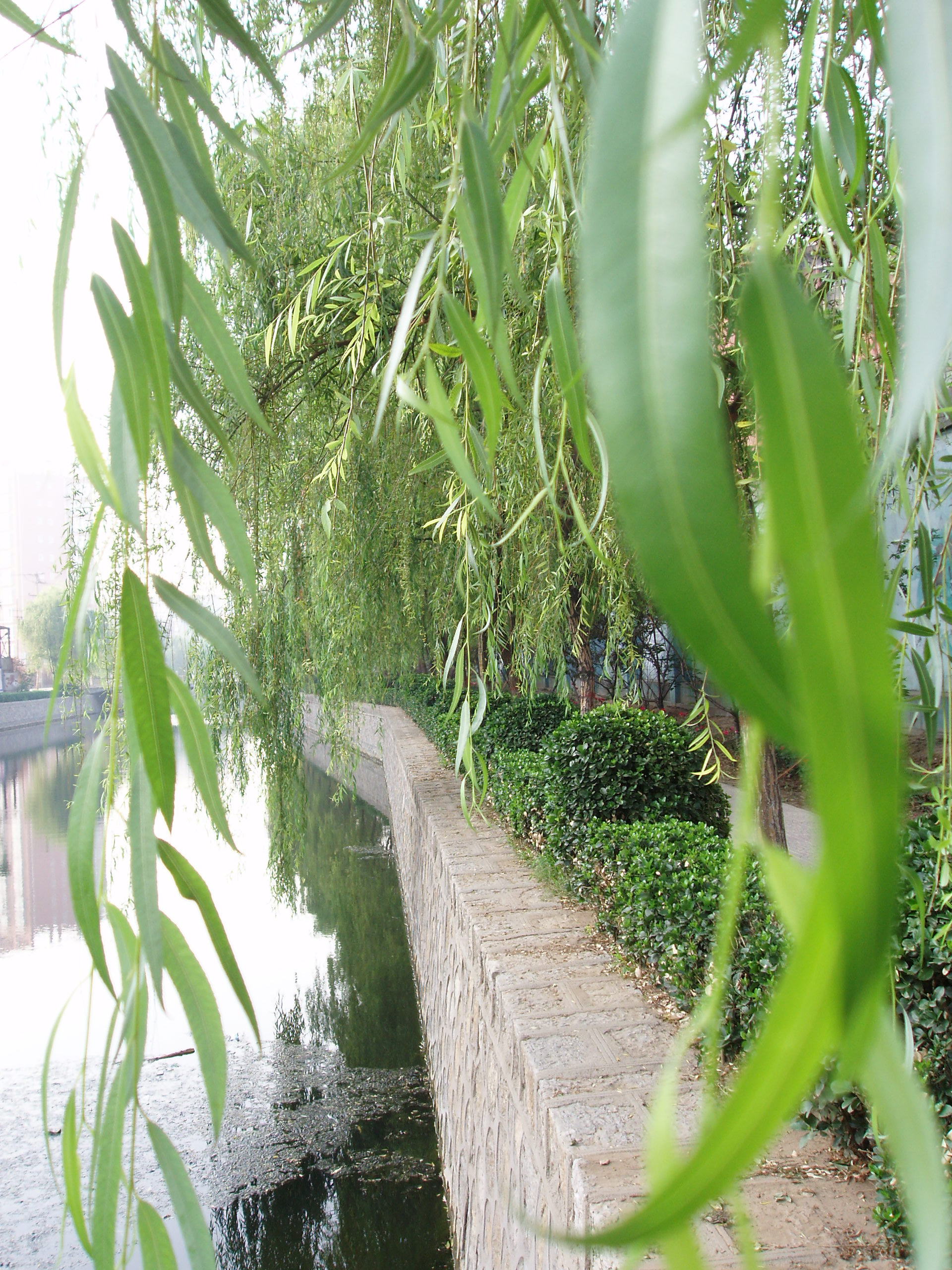
برگ‌های بید مجنون
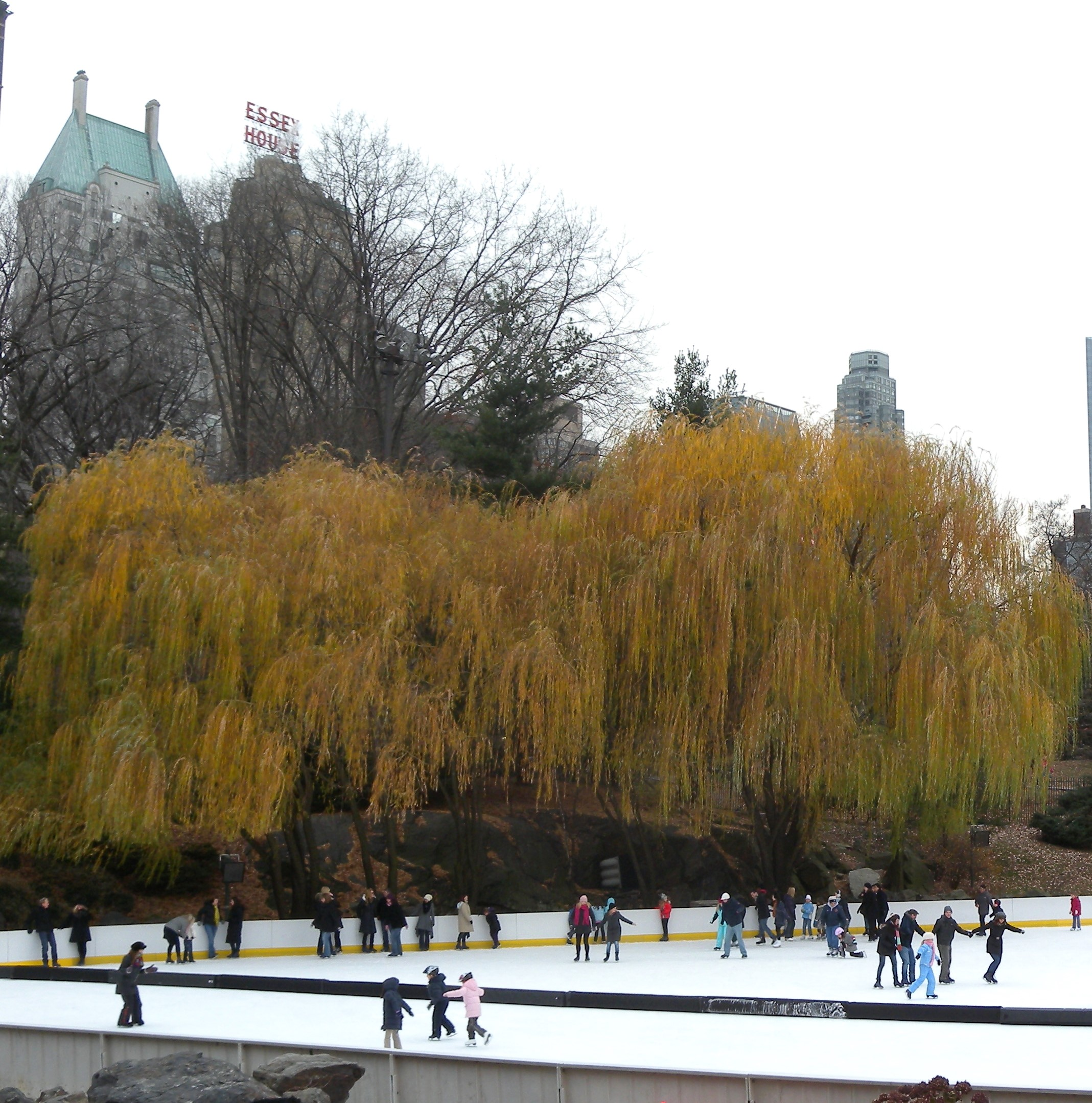
گونه‌ای ترکیبی از بید مجنون (Salix × sepulcralis 'Chrysocoma') در پاییز